# Cecilia Garme
Cecilia Valborg Maria Garme, född 2 oktober 1965 i Uppsala domkyrkoförsamling, Uppsala län, är en svensk politisk journalist, statsvetare och moderator. Hon var tidigare politisk reporter på Expressen. Cecilia Garme skrev första gången i Expressen hösten 1991 som frilansjournalist. Sommaren 1993 återvände hon som bland annat allmänreporter och ledarskribent på tidningen och förblev det fram till slutet av 1990-talet. Hon var även under 90-talet en av de första redaktörerna för tidskriften Bang. Garme disputerade 2001 på doktorsavhandlingen "Newcomers to Power" (Newcomers to power: how to sit on someone else's throne: socialists conquer France in 1981; non-socialists conquer Sweden in 1976) vid Statsvetenskapliga Institutionen (Skytteanum) vid Uppsala Universitet. 
År 2002 blev hon politisk reporter på Expressen och följde bland annat Europaparlamentsvalet 2004 och riksdagsvalet i Sverige 2006 för tidningens räkning. Hon projektledde arbetet med Expressens partitest 2002 och 2006, båda gångerna i samarbete med statsvetare vid Göteborgs universitet. År 2007 vann hon Guldspaden tillsammans med flera kolleger i klassen "Större tidning" för Maria Borelius-affären. Hon startade Garme Media AB i september 2006 och slutade på Expressen i november samma år.
Sedan dess har Cecilia Garme flitigt anlitats som moderator vid konferenser om politiskt relaterade ämnen, främst arbetsmarknad. Hon har även frilansat för Dagens Nyheter, Fokus och Expressen samt medverkat i panelen i Rakt på med K-G Bergström. Garme har även under flera år skrivit för Almedalsbloggen samt ingår i redaktionen för Makthavare.se.[källa behövs]
Våren 2022 publicerades boken Saknad: På spaning efter landet inom oss, som hon skrivit tillsammans med Katarina Barrling.